# Andrew Owens
Andrew Owens (* vor 2000 in Philadelphia) ist ein US-amerikanischer Opernsänger der Stimmlage Tenor.

## Leben und Werk
Owens absolvierte sein Gesangsstudium am Oberlin Conservatory of Music, am Maryland Opera Studio und an der Music Academy of the West in Santa Barbara. Er war Apprentice Artist an der Central City Opera in Colorado, Mitglied des Opernstudios der Bayerischen Staatsoper in München und Teilnehmer am Young Singers Project der Salzburger Festspiele. Meisterklassen belegte er u. a. bei Dominic Cossa, Enrico Di Giuseppe, Salvatore Fisichella und Gioacchino Lauro Li Vigni. Von 2012 bis 2014 gehört er dem Jungen Ensemble des Theaters an der Wien an und sang sowohl kleinere Rollen im historischen Bau, als auch Hauptrollen in der Dependance Wiener Kammeroper. In der selten gespielten Rossini-Oper La cambiale di matrimonio verkörperte er 2012 den Edoardo, in einer Kurzfassung von Puccinis La Bohème den Rudolfo und in der vielgelobten Produktion der Semiramide von Leonardo Vinci den Scitalce. Kurz vor Weihnachten 2013 war er als Don Ramiro in Rossinis La cenerentola zu hören. Einen großen persönlichen Erfolg konnte er schließlich im April 2014 in der Titelpartie von Wolfgang Amadeus Mozarts La clemenza di Tito in der Kammeroper erringen.
Im Konzertsaal war Owens mit den Tenorsoli in Bachs h-Moll-Messe, Schumanns Szenen aus Goethes Faust und Puccinis Messa a quattro voci, sowie als Lukas in Haydns Die Jahreszeiten zu hören. Er trat u. a. bei einer Rossini-Gala der Münchner Opernfestspiele und in Konzerten von Bertrand de Billy, Nikolaus Harnoncourt und Franz Welser-Möst auf.

## Auszeichnungen
- Auszeichnung der Marilyn Horne Foundation
- Erster Preis beim Mario Lanza Wettbewerb für Tenöre, New York City
- Iris Henwood Richards Apprentice Artist Award der Central City Opera, Colorado